# Congosorex verheyeni
Congosorex verheyeni es una especie de musaraña de la familia soricidae.

## Distribución geográfica
Se encuentra en Camerún, República Centroafricana, República del Congo y Gabón.

## Hábitat
Su hábitat natural son: bosques, de tierras de baja altitud, subtropicales o tropicales húmedos.